# William Hussey
William Joseph Hussey (Mendon, Ohio, 10 de agosto de 1862 – Londres, 28 de outubro de 1926) foi um astrônomo estadunidense.
Filho de John Milton e Mary Catherine (Severns) Hussey.
É conhecido pela descoberta e estudo de estrelas binárias próximas. No período de 1898 a 1899 reobservou todas as estrelas binárias descobertas por Otto Struve, com pelo menos três observações de cada uma. Sua eficiência admirável é demonstrada por esses números: fez 1.920 observações em um ano, com um registro de 80 em uma noite. Na conclusão do seu trabalho sobre estrela dupla em 1905, descobriu e mediu 1.327 binárias próximas. Por este trabalho recebeu o Prêmio Lalande de 1906, que compartilhou com Robert Grant Aitken.

## Obituários
- MNRAS 87 (1927) 260
- Obs 49 (1926) 347
- PASP 39 (1927) 35[ligação inativa]